# Liste der Baudenkmale in Brahlstorf
In der Liste der Baudenkmale in Brahlstorf sind alle Baudenkmale der Gemeinde Brahlstorf (Landkreis Ludwigslust-Parchim) und ihrer Ortsteile aufgelistet (Stand: Januar 2021).

## Brahlstorf
| ID | Lage                         | Bezeichnung                  | Beschreibung | Bild |
| -- | ---------------------------- | ---------------------------- | ------------ | ---- |
|    | Dammereezer Straße 4 (Karte) | Empfangsgebäude des Bahnhofs |              |      |
|    | Tannenweg                    | Gefallenendenkmal 1914/1918  |              |      |

## Düssin
| ID | Lage                                  | Bezeichnung                                       | Beschreibung | Bild                          |
| -- | ------------------------------------- | ------------------------------------------------- | --- | ----------------------------- |
|    | Dorfstraße 17/19 (Karte)              | Wohnhaus                                          | | Wohnhaus                      |
|    | Dorfstraße 7 (Karte)                  | Wohnhaus                                          | |                               |
|    | Schloßstraße (Karte)                  | Kuhstall                                          | der 150 m lange Kuhstall wurde in den Jahren 1912–1914 von der Gutsbesitzer- und Mühlenwerks-Unternehmer-Familie Georg Plange (Soest (Westfalen), Hamburg, Düsseldorf) nach Plänen des Hamburger Architekten und Ingenieurs Theodor Speckbötel errichtet und beherbergte auf mehreren Etagen 130 Milchkühe, zu DDR-Zeiten angeblich sogar bis zu 400. Das Gebäude wird heute von einer Schuhmanufaktur genutzt. |                               |
|    | Schloßstraße                          | ehem. Tischlerei mit Holzlager (Flur 7, Flst. 40) | |                               |
|    | Schmiedestraße                        | ehem. Schmiede                                    | |                               |
|    | Schloßstraße 9 / Dorfstraße 5 (Karte) | Wasserturm mit Maschinenhalle                     | | Wasserturm mit Maschinenhalle |

## Ehemalige Denkmale

### Brahlstorf
| ID | Lage                     | Bezeichnung       | Beschreibung | Bild |
| -- | ------------------------ | ----------------- | --- | ---- |
|    | Brahlstorf, Lindenstraße | Gutshaus mit Park | 2-gesch., 11-achsiger Putzbau im Tudorstil von um 1848 mit Mittelrisalit; Gutsbesitz der Familien von Pentz bis 1707, von Bülow, von Clausenheim, von Plessen (1839/40) und Graf Friedrich von Oeynhausen; ab 1899 Staatsdomäne, um 2000 Privatbesitz. |      |
|    | Vellahner Straße 4       | Katen             | |      |

### Düssin
| ID | Lage                       | Bezeichnung | Beschreibung | Bild |
| -- | -------------------------- | ----------- | ------------ | ---- |
|    | Schloßstraße 17/19 (Karte) | Wohnhaus    |              |      |